# Ceratinopsis secuta
Ceratinopsis secuta är en spindelart som beskrevs av Chamberlin 1948. Ceratinopsis secuta ingår i släktet Ceratinopsis och familjen täckvävarspindlar. Inga underarter finns listade i Catalogue of Life.